# Лебедевский сельсовет (Красноярский край)
Ле́бедевский сельсове́т — сельское поселение в Каратузском районе Красноярского края.
Административный центр — деревня Лебедевка.
Выделен в 1989 году из Каратузского сельсовета.

## Население
| 2010 | 2012 | 2013 | 2014 | 2015 | 2016 | 2017 |
| ---- | ---- | ---- | ---- | ---- | ---- | ---- |
| 261  | ↘258 | ↘249 | ↘240 | ↘237 | ↘228 | ↘224 |

## Состав сельского поселения
| № | Населённый пункт | Тип населённого пункта          | Население |
| - | ---------------- | ------------------------------- | --------- |
| 1 | Ключи            | деревня                         | ↘56       |
| 2 | Лебедевка        | деревня, административный центр | ↗222      |

## Местное самоуправление
Глава — Тамара Васильевна Сорокина

## Инфраструктура
2 клуба, 2 библиотеки, 1 ФАП, общеобразовательная школа (посещают 21 учащийся), детский сад (посещают 10 детей), 1 магазин, пилорама.